# Battement (instruments à cordes pincées)
Pour les articles homonymes, voir Battement.

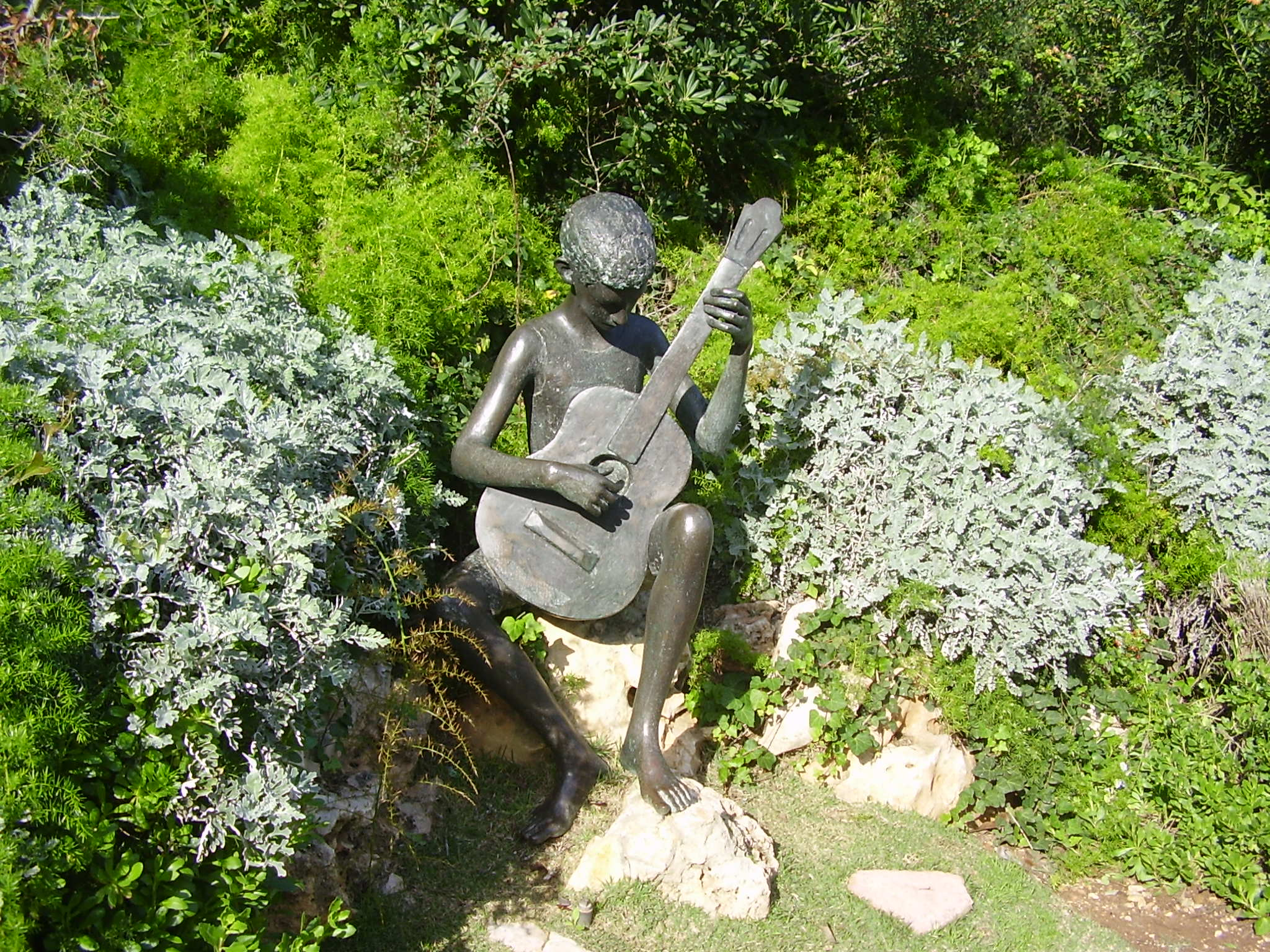
Statue d'une personne jouant de la guitare.

Le battement est une technique de jeu propre aux instruments à cordes pincées, tels la guitare.
Dans le battement, toutes les cordes sont frottées rapidement, pour donner l'illusion sonore d'un accord, c'est-à-dire de notes jouées simultanément selon un schéma musical précis.
C'est la technique la plus simple et la plus utilisée en guitare d'accompagnement acoustique, car elle maximise le volume sonore et permet de donner un tempo à la phrase musicale.
Le battement peut être descendant (de la grosse corde vers la chanterelle, i.e. des graves aux aigus), remontant, alterné...
Le battement peut se faire avec le pouce seul ou avec le pouce et les doigts (dans le battement alterné), ou encore avec un médiator.
Les riffs rapides sont bien souvent des rythmiques jouées par battements.
Sur la plupart des instruments à cordes, le grattage est généralement effectué par la main désignée du musicien (généralement la main dominante du musicien, qui est souvent responsable de la création de la majeure partie du son sur l'instrument à cordes), tandis que l'autre main (appelée la main de touche sur la plupart des instruments à manche) soutient souvent la main qui gratte, modifiant les tons et la hauteur de tout grattage donné.

## Modèles de jeu sur cordes
Le grattage est un motif prédéfini utilisé pour jouer des accords sur des instruments à cordes, tels que le ukulélé. Par exemple, un motif en mesure générale ou 4 4 composé de descentes et de montées alternées de croches peut être noté:
1&2&3&4&
bas haut bas haut bas haut bas haut

### Rock et pop
Le motif le plus typique du rock et des styles apparentés:
1&2&3&4&
bas bas haut haut bas haut
Le dernier coup vers le haut est parfois omis, modifiant légèrement le motif de grattage en bas bas haut haut bas. Ce motif est souvent appelé "Old Faithful", ou, lorsqu'on joue du ukulélé, "Island Strum".
Des exemples d'autres schémas de jeu sur cordes incluent: 
- Un coup vers le bas unique : bas bas bas bas
- "Burning Love" d'Elvis
- Kathy Mattea "What Could Have Been"
- Boom-chick : bas bas haut bas haut
- "Silver Wings" de Merle Haggard

### Jazz et funk
Le simple rythme "quatre dans la mesure" est associé aux guitaristes de jazz tels que Freddie Green,, bien qu'ils puissent légèrement modifier le rythme de l'accord sur certains temps pour ajouter de l'intérêt.
Le simple rythme "huit dans la mesure" (8 croches) est connu sous le nom de "croches droites" par opposition aux "croches swing", où chaque paire est jouée dans un rythme rappelant la première et la troisième notes d'un triolet.
La main qui joue sur le manche peut également étouffer les cordes pour amortir l'accord, créant des effets staccato et percussifs. Dans le reggae et le ska, plusieurs "hachures" staccato sont effectuées par mesure. En jouant dans le style funk, la main de touche conserve un mouvement assez constant en doubles croches, tandis que la main gauche, maintenant principalement un accord de jazz, en étouffe certaines dans un motif syncopé.